# Шведов, Григорий Сергеевич
Григорий Сергеевич Шведов (род. 14 октября 1976) — российский правозащитник и журналист, главный редактор интернет-издания «Кавказский узел». Награждён «Медалью гёзов» за деятельность по преодолению информационных барьеров и распространению информации о состоянии правах человека.

## Биография
Родился 14 октября 1976 года.
Учился на экспериментальном историко-филологическом факультете Российского государственного гуманитарного университета.
С 1999 года работал в международном обществе «Мемориал».
В 2001—2004 годах руководил более чем четырнадцатью региональными и межрегиональными проектами по обучению и информированию людей. В 2002—2006 годах руководил 70 региональными отделениями «Мемориала» в России и других стран бывшего СССР. Член Правления «Мемориала», директор информационного агентства «Мемо. Ру».
С 2003 и по настоящее время — главный редактор интернет-издания «Кавказский узел».
С 2010 года активный противник проведения Олимпиады в Сочи 2014, о чём многократно сообщал российским и зарубежным СМИ.
В 2011 году в эфире телеканала «Дождь» критиковал Президента Чечни Кадырова за растрату бюджетных денег потраченных на собственный день рождения.
В 2012 году в интервью радио «Голос Америки» рассказал о конфликте Кадырова и Евкурова, открыто раскритиковав политику президента Чечни за коррупцию и средневековые формы правления.
15 декабря 2023 года Министерством юстиции России внесён в список физических лиц «иностранных агентов».

## Книги
- Быть чеченцем. Мир и война глазами школьников / Редакторы и составители: Ирина Щербакова, Григорий Шведов. — «Новое издательство, Мемориал», 2004. — 224 с. — 1500 экз. — ISBN 5-98379-021-8.

## Доклады
2012 год: выступление на форуме КАВКАЗ 2020. Григорий Шведов предполагает 5 сценариев развития Кавказа. Первые три — чеченский, дагестанский и ингушский привязаны к ситуации развивающейся на этих территориях, четвёртый — реактивный , активирующийся в случае военных действий, если, например, начнется длительная война на Южном Кавказе, и пятый эсхатологический предполагающий «откат» Кремля от Северного Кавказа.
Григорий Шведов так оценивает предложенные сценарии: «Если Чеченский сценарий будет распространен на другие регионы, судя по представленной выше статистике, может принести некоторую стабилизацию. Я бы сказал такую, как в морге, — то есть много трупов, и они спокойно лежат. Те, кто не хочет быть в таком же положении, тоже понимают, что надо быть не слишком активным в Чечне. Но дагестанский сценарий также не сулит успехов в краткосрочной перспективе. Во многом он связан с опасениями федерального центра — стоит ли усиливать ещё один регион?».

## Награды
- В 2012 году Шведов награждён серебряной «Медалью гёзов» за деятельность по преодолению информационных барьеров и распространению информации о состоянии правах человека[1][2].
- В 2017 году награждён премией Московской Хельсинкской группы за журналистскую деятельность по продвижению ценностей прав человека[13].